# États généraux des Pays-Bas autrichiens
Les États généraux des Pays-Bas autrichiens furent une assemblée représentative des différentes provinces des Pays-Bas autrichiens (17).

## Historique
Ce sont les ducs de Bourgogne qui ont mis en place cette institution en 1464 à l'époque des Pays-Bas bourguignons (1384-1482). Ce conseil a été conservé pendant les différentes époques des Pays-Bas, à savoir les Pays-Bas des Habsbourg (1482-1549) et les Pays-Bas espagnols (1549-1713). À la scission des sept provinces du Nord, en 1581, celles-ci mirent également en place les États généraux des Provinces-Unies.

## Contexte géopolitique
À la suite du traité d'Utrecht (1713), la suzeraineté des Pays-Bas méridionaux est transférée à la Maison d'Autriche dans le cadre du Saint-Empire.
Cependant, en pratique, les Pays-Bas sont partagés en plusieurs entités :
- l'empereur administre le Limbourg ;
- la Conférence des puissances maritimes, la Flandre, le Brabant et Malines ;
- Maximilien-Emmanuel, les provinces de Namur et de Luxembourg ;
- les Provinces-Unies occupent le Hainaut, le Tournaisis et la Westflandre ainsi que la Gueldre espagnole.

Le Traité des barrières (1715) met fin à ce morcellement et concède l'occupation de huit places fortes par les troupes des Provinces-Unies.

## Politique intérieure des Pays-Bas autrichiens
L'empereur Charles VI nomme en 1716 un gouverneur des Pays-Bas, Eugène de Savoie, un ministre plénipotentiaire, le Marquis de Prié et installe à Vienne le Conseil suprême des Pays-Bas en 1717.